# Code42
Code42 es una empresa estadounidense de software de ciberseguridad con sede en Minneapolis especializada en la gestión de riesgos internos. Es el fabricante del producto de protección de datos nativo en la nube Incydr y del producto de microaprendizaje de seguridad Instructor.
Incydr de Code42 es un producto SaaS de protección contra la pérdida de datos. Incydr está diseñado para ayudar a los equipos de seguridad de las empresas a detectar los riesgos internos para los datos que podrían conducir a fugas de datos y pérdida de datos y violaciones de amenazas internas, y responder a ellos adecuadamente.Code42's Instructor es una herramienta integrada de microaprendizaje que permite a los equipos de seguridad enviar vídeos de formación en seguridad para enseñar a los empleados a gestionar los riesgos.
Code42 fue adquirida por Mimecast en 2024.

## Historia
Code42 fue fundada como una empresa de consultoría de TI en 2001, por Matthew Dornquast, Brian Bispala y Mitch Coopet. El nombre de la empresa hace honor a Douglas Adams, autor de la Guía del autoestopista galáctico, que había fallecido ese año. En el libro, el número 42 es la "respuesta a la pregunta definitiva sobre la vida, el universo y todo".
Algunos de los primeros proyectos de Code42 fueron el rediseño del sitio web de Sun Country Airlines en 2002,un proyecto para la empresa minorista Target Corporation, y el motor de reserva de billetes para Midwest Airlines.[7] Los ingresos del negocio de servicios informáticos se utilizaron para financiar ideas de productos durante seis años.
En 2006, la empresa planeó crear una aplicación de escritorio similar a Facebook, pero el proyecto se hizo demasiado grande y poco práctico. Code42 se centró en el elemento de almacenamiento en línea de la aplicación,creando CrashPlan en 2007.
En junio de 2011, Code42 adquirió una empresa de desarrollo móvil con sede en Minneapolis, Recursive Awesome LLC, para apoyar su software en dispositivos móviles.
En 2012, Code42 recaudó 52,5 millones de dólares en financiación. La financiación fue la primeradistribución de un fondo de 100 millones de dólares establecido en 2011 por Accel Partners para financiar empresas de Big Data.
En 2013, Code42 desarrolló, lanzó y comercializó un servicio de intercambio de archivos llamado SharePlan. Según el Star Tribune, competía con DropBox, pero SharePlan utilizaba un PIN para acceder a los archivos y realizar un seguimiento de los usuarios. 
En octubre de 2014, una revisión del software añadió características para el cumplimiento normativo como Sarbanes-Oxley y opciones para un despliegue en la nube privada, pública o híbrida. Tenía un inicio de sesión único con Crashplan utilizando una característica llamada "Code42 EDGE Platform", que se mejoró en diciembre de 2014 con características de autenticación de dos factores. Shareplan fue descontinuado en agosto de 2015.
A mediados de 2015, el ex CEO de Eloqua Joe Payne sucedió al cofundador Matthew Dornquast como CEO.La compañía recaudó 85 millones de dólares adicionales en financiación en octubre de 2015.
El 22 de agosto de 2017, Code42 anunció que estaban cerrando CrashPlan para el hogar, a partir de octubre de 2018. No estaban aceptando nuevas suscripciones, pero mantendrían las suscripciones existentes hasta el final de su período de suscripción existente, momento en el que se purgarían las copias de seguridad. Los planes Home habían sido reemplazados por CrashPlan for Small Business, que están enfocados en los negocios, aunque todavía es posible usarlos para fines privados. Las copias de seguridad para amigos/familiares no son compatibles con el nuevo producto, explicó la compañía: "A medida que cambiamos nuestra estrategia de negocio para centrarnos exclusivamente en los segmentos de empresas y pequeñas empresas, tienes dos grandes opciones para seguir obteniendo la mejor solución de copia de seguridad."
En septiembre de 2020, Code42 lanzó Incydr, una herramienta SaaS de protección de datos para empresas. Incydr permite a los equipos de seguridad mitigar eficazmente los riesgos de exposición y exfiltración de archivos sin interrumpir el trabajo y la colaboración legítimos.Incydr protege la propiedad intelectual, el código fuente y los secretos comerciales.Incydr es el producto estrella de Code42.
También en septiembre de 2020, los líderes de Code42 Joe Payne, Jadee Hanson y Mark Wojtasiak, fueron coautores y publicaron el libro Inside Jobs: Why Insider Risk is the Biggest Cyber Threat You Can't Ignore. El libro explora el problema del riesgo interno, qué lo impulsa, por qué creen que los métodos tradicionales de protección de datos de la empresa son inadecuados y qué pueden hacer los líderes de seguridad para mantener sus datos seguros.
El 14 de septiembre de 2021, Code42 lanzó Code42 Instructor, una solución de microaprendizaje que mejora la conciencia del riesgo interno al capacitar a las empresas para que estén orientadas a la seguridad.Instructor se integró más tarde con Incydr para permitir a los equipos de concienciación de riesgos de la empresa enviar inmediatamente lecciones correctivas cuando se detecta un comportamiento arriesgado de los empleados.
En agosto de 2022, Code42 anunció que había vendido la parte de CrashPlan de su negocio a la firma de capital privado con sede en Nueva York Mill Point Capital para centrarse exclusivamente en el mercado de la ciberseguridad. Mill Point Capital compró CrashPlan por 250 millones de dólares.
En 2024, Mimecast adquirió Code42.

## Productos y servicios
Code42 es el fabricante de Incydr, un software que permite a los equipos de seguridad mitigar la exposición de archivos y los riesgos de exfiltración sin interrumpir la colaboración. Incydr muestra información sobre qué datos son relevantes, incluyendo cómo, cuándo y dónde se mueven esos datos, y quién los mueve. Supervisa el movimiento de todos los archivos, tanto si la actividad está dentro de los protocolos de seguridad de la empresa como si no, y captura una copia de todos los archivos filtrados para que los equipos de seguridad puedan consultarla. Aunque Incydr supervisa toda la actividad de archivos, distingue entre la colaboración en equipo y el intercambio de archivos aceptables y los eventos que representan riesgos para las empresas.
Code42 también desarrolla Instructor, una herramienta de seguridad de microaprendizaje que está disponible como producto independiente o integrado con Incydr.Permite a los equipos de seguridad mejorar la concienciación sobre los riesgos internos ofreciendo vídeos de formación breves que pueden enviarse a los empleados que tengan comportamientos de riesgo que puedan dejar vulnerable la valiosa IP de la empresa. La distribución de vídeos puede dirigirse proactivamente a un público general, situacionalmente para usuarios específicos o en respuesta a comportamientos de riesgo identificados por la actividad de los empleados.